# آیدابول
آیدابول (انگلیسی: Aydabol) یک دریاچه در استان آق‌مولای کشور قزاقستان است.